# Pamphagulus vicinus
Pamphagulus vicinus is een rechtvleugelig insect uit de familie Dericorythidae. De wetenschappelijke naam van deze soort is voor het eerst geldig gepubliceerd in 1931 door Ramme.